# 西川甚五郎 (13代目)

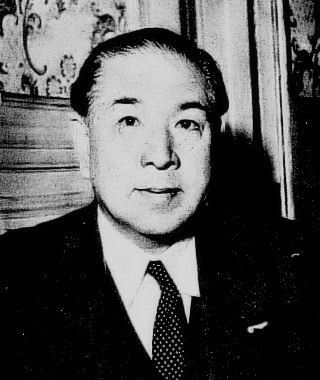
西川甚五郎

西川 甚五郎（にしかわ じんごろう、1902年10月6日 - 1967年5月16日）は、日本の実業家、政治家。西川産業会長、参議院議員（4期）、北海道開発庁長官（第18代）。東京日本橋・西川ふとん店13代。貴族院議員や八幡銀行頭取を務めた十二代西川甚五郎の子。

## 経歴
現在の滋賀県近江八幡市出身。滋賀県立八幡商業学校を経て、1924年、早稲田大学専門部商科を卒業。アメリカに留学し、コーネル大学、ニューヨーク大学で学ぶ。
家業を継ぎ、日本蚊帳統制組合理事長、西川産業社長、近江蚊帳製造社長、滋賀ビル・日本橋西川ビル社長、滋賀銀行取締役などを歴任。
戦時中は日中戦争、太平洋戦争に召集され陸軍主計大尉。
1947年8月、猪飼清六の辞職に伴う滋賀地方区の第1回参議院議員補欠選挙に日本自由党から出馬し当選（任期3年）。第2回、第4回、第6回参議院議員通常選挙で再選され連続4期務め、1967年5月16日現職のまま死去、64歳。死没日をもって勲一等瑞宝章追贈（勲六等からの昇叙）、正七位から従三位に叙される。
参議院議員としては、参議院決算委員長、自由党政務調査会副会長、同党滋賀県連支部長、自由民主党総務などを歴任。また、第3次吉田第1次改造内閣の大蔵政務次官、第1次池田内閣 の北海道開発庁長官を務めた。